# Jan van Beveren
Jan van Beveren (Amsterdam, 5 de març de 1948 - Beaumont (Texas), 26 de juny de 2011) fou un futbolista neerlandès de la dècada de 1970.

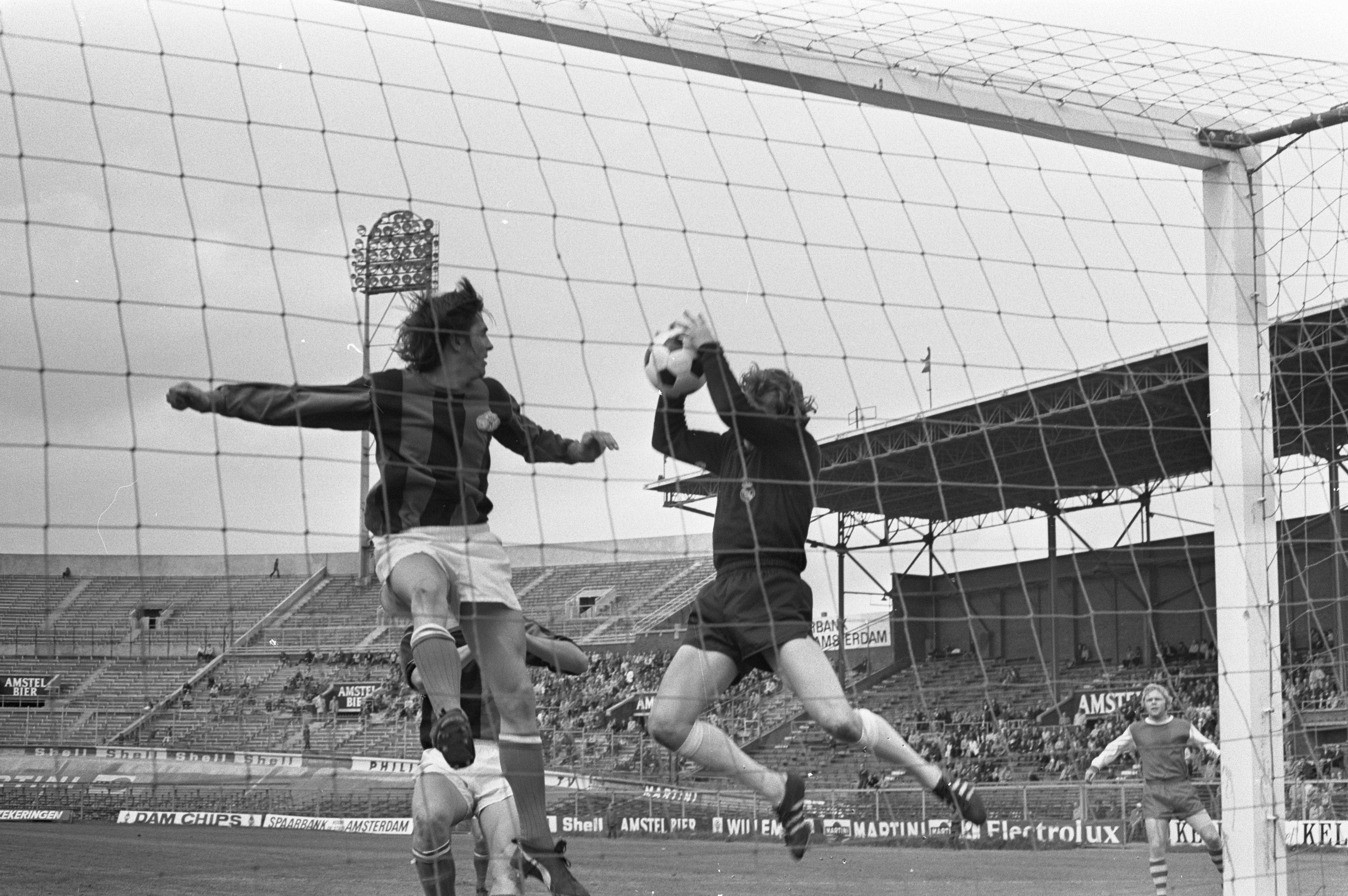
Jan van Beveren atrapa la pilota (DWS vs PSV 1972) en un salt amb Gerrie Deijkers.

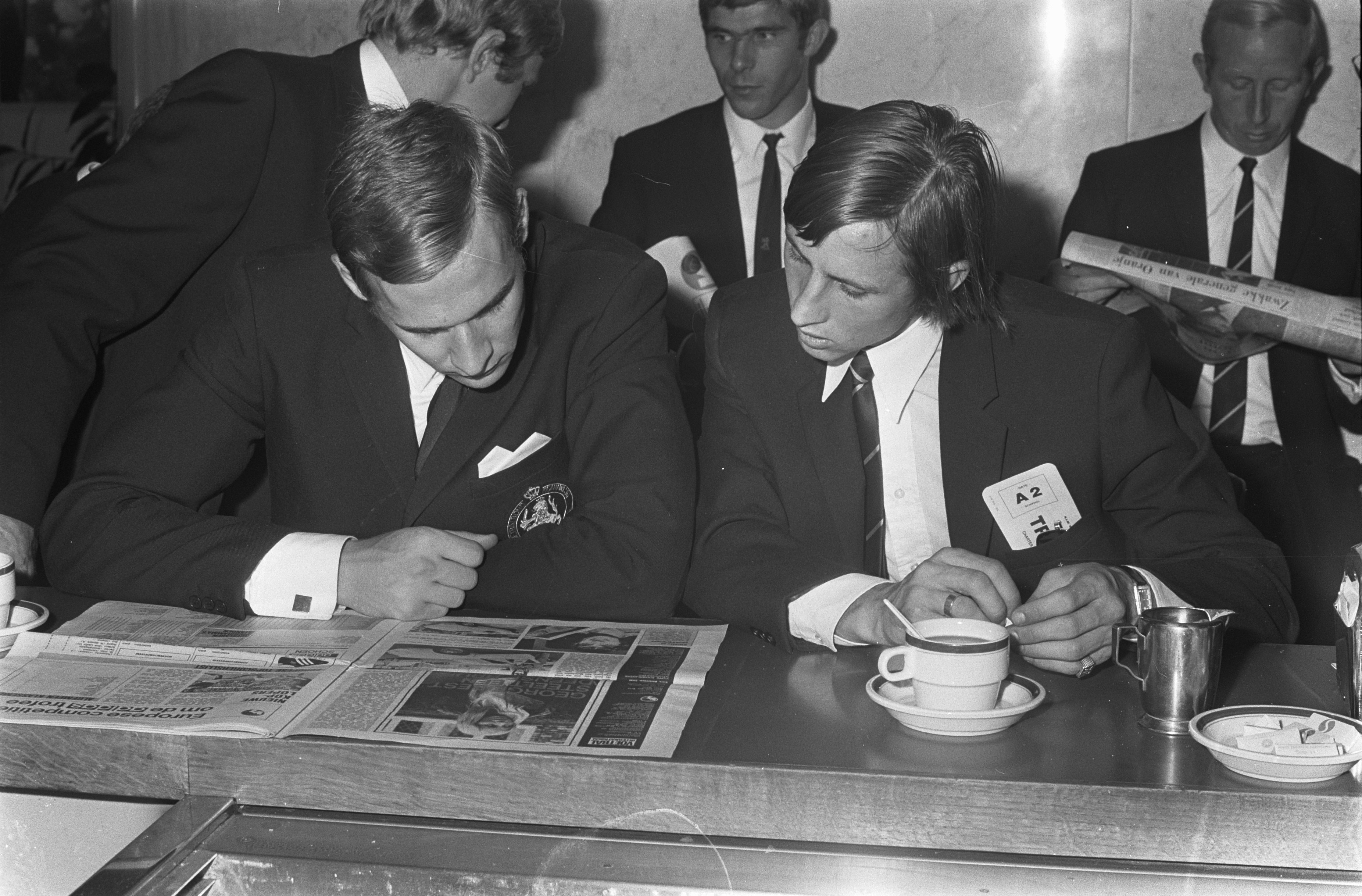
Jan van Beveren (esquerra) i Johan Cruyff (dreta) viatjant amb la selecció el 1969.

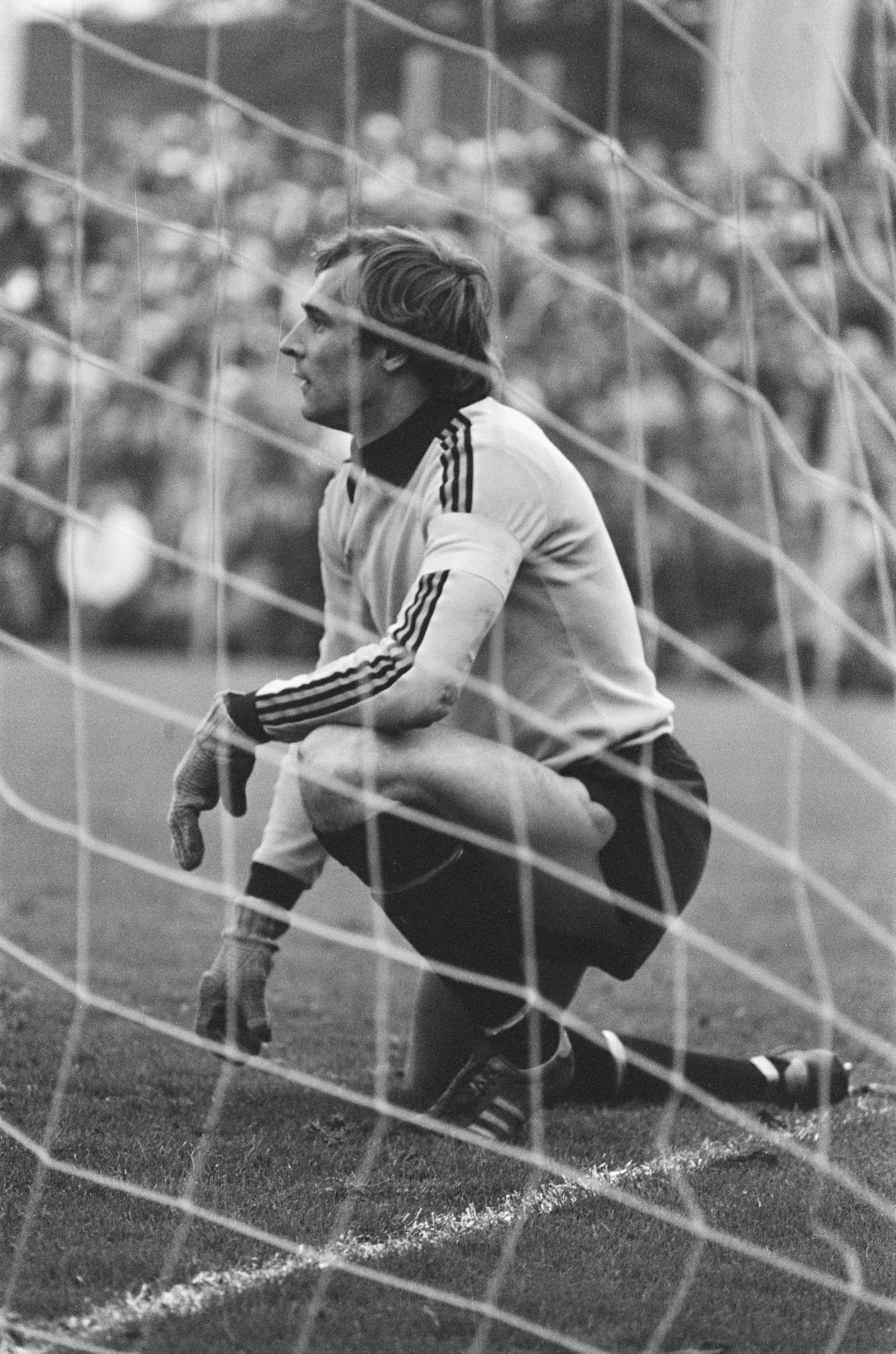
Jan van Beveren el 1976.

Fou jugador del VV Emmen, Sparta Rotterdam, PSV Eindhoven, on guanyà tres lligues, dues copes i una Copa de la UEFA, i acabà la seva carrera als Estats Units.
Fou 32 cops internacional amb la selecció dels Països Baixos.

## Palmarès
PSV Eindhoven
- Eredivisie (3): 1974-75, 1975-76, 1977-78
- Copa neerlandesa de futbol (2): 1973-74, 1975-76
- Copa de la UEFA (1): 1977-78